# Karl August Pfannkuche (Oberst)
Karl August Pfannkuche (* 28. September 1909 in Dortmund; † 15. Dezember 1981 in Freiburg im Breisgau) war ein deutscher Offizier der Wehrmacht und Bundeswehr, zuletzt Oberst.

## Leben
Karl Pfannkuche diente in der Legion Condor und wurde für seinen Einsatz mit dem Spanienkreuz ausgezeichnet. Bei der Eroberung von Bilbao, Ende Juni 1937, nahm er gemeinsam mit vier anderen Soldaten drei Kompanien Infanterie gefangen und hisste die spanische Nationalflagge auf dem Regierungsgebäude. Zeitgenössische Quellen schreiben sogar von zwei Kompanien Polizei und drei Kompanien Soldaten. Am 1. August 1938 wurde er zum Oberleutnant befördert und war 1939 in der Panzerlehrabteilung der Panzertruppenschule in Wünsdorf.
Anfang 1944 übernahm er noch als Hauptmann das Training der II./Panzer-Regiment 33, wobei die Abteilung einige Panzer von der 155. Reserve-Panzer-Division übernahm. Mit der Landung der Alliierten in der Normandie verlegte die Abteilung, welche der 9. Panzer-Division unterstellt war, nach Südfrankreich. Mitte September 1944 folgte sein Einsatz am Westwall bei Mausbach. Als Major und Abteilungskommandeur von II./Panzer-Regiment 33 bei der 9. Panzer-Division führte er eine Panzergruppe, welche seinen Namen trug, u. a. aus Panthern bestand und in Gressenich stationiert wurde. In der Folge kämpfte die Panzergruppe Pfannkuche noch um Stolberg gegen die 3rd Armored Division. Im August 1944 wurde die Abteilung der 116. Panzer-Division unterstellt. Am 17. März 1945 erhielt Pfannkuche das Ritterkreuz des Eisernen Kreuzes.
In den Jahren darauf geriet Pfannkuche zwischenzeitlich in französische Kriegsgefangenschaft, aus der er 1949 entlassen wurde. Pfannkuche arbeitete danach als Autoverkäufer.
Ab dem Frühsommer 1956 gehörte er zu den ersten Offizieren des Heeres, welche in Sonthofen unter amerikanischer Führung geschult wurden. Als Oberstleutnant gehörte er dem sogenannten Hörsaal Panzer an.  Zum Oktober 1956 wurde er erster Kommandeur des Panzerbataillons 3 (später Panzerbataillon 174), welches er bis 30. September 1958 führte. Vom 21. August 1959 bis 29. Januar 1962 war er zweiter Kommandeur der Panzerbrigade 21. 1964/65 war er Kommandeur des Verteidigungsbezirkskommandos 45 in Neustadt und wechselte von dort an das Militärgeschichtliche Forschungsamt nach Freiburg.
Am 18. Januar 1968 erhielt er das Verdienstkreuz 1. Klasse verliehen.
Pfannkuche verstarb am 15. Dezember 1981 in Freiburg.